# Jon Lord
Jonathan Douglas Lord, más conocido como Jon Lord (Leicester, 9 de junio de 1941-Londres, 16 de julio de 2012), fue un músico británico famoso por haber pertenecido al grupo Deep Purple. Tocaba el órgano Hammond y el piano y es considerado uno de los mejores de la historia en su campo.
Comenzó practicando este último instrumento a la edad de cinco años, cuando su padre decidió que el pequeño Jon debería ser un pianista clásico.
También pasó un tiempo en las bandas Whitesnake, Paice Ashton Lord, The Artwoods, The Flower Pot Men y Santa Barbara Machine Head. En 1968, Lord cofundó Deep Purple, una banda de hard rock, banda de la que fue considerado líder hasta 1970. Junto con los demás miembros, colaboró en la mayoría de las canciones más populares de su banda. La interpretación distintiva del órgano de Lord durante el período de hard rock de Deep Purple fue esencial para el sonido pesado característico de la banda y contribuyó al desarrollo temprano del heavy metal. Él y el baterista Ian Paice fueron la única presencia continua en la banda entre 1968 y 1976, y también desde que se restableció, en 1984, hasta el retiro de Lord en 2002. El 11 de noviembre de 2010, fue incluido como Miembro Honorario de Stevenson College en Edimburgo, Escocia. El 15 de julio de 2011, recibió el título de doctor honoris causa en Música en De Montfort Hall por la Universidad de Leicester. Lord fue incluido póstumamente en el Salón de la Fama del Rock and Roll el 8 de abril de 2016 como miembro de Deep Purple.

## Biografía y carrera
Comenzó a tocar el piano con nueve años de edad, recibiendo enseñanza de piano clásico. Después de adaptarse al instrumento encontró en el jazz y el blues una fuente más variada de música formando así su primer grupo en los años 1960: The Bill Ashton Combo. Más tarde, en 1963 se unió a una banda, liderada por Art Wood, hermano mayor del actual integrante de los Rolling Stones, Ron Wood, que se llamó The Art Wood Combo y a partir de 1964 The Artwoods.
En 1968, ingresó al proyecto de banda Roundabout que meses más tarde cambiaría su nombre a Deep Purple. Con Deep Purple alcanzó el estrellato logrando fama y éxito en uno de los mejores grupos de la historia del rock mundial. Deep Purple se disolvió momentáneamente en julio de 1976 lo cual aprovechó Lord para emprender algunos proyectos como solista.
Desde el año 1978, tocó en Whitesnake hasta el mes de abril de 1984 cuando volvió a Deep Purple, donde estuvo hasta el año 2002. En ese año se separó nuevamente de Deep Purple y en el 2005 comenzó a trabajar como solista en Jon Lord & The Gemini Band.
Su padre, músico de jazz, permitió al pequeño Jon tocar en el piano de su abuelo a la temprana edad de cinco años. Luego de dos años de tomar lecciones con su profesor de música local Philip Lang, Lord recibió el arte y el amor por la música de parte de Frederick Alt. Algo más tarde, recibiría algunas lecciones del pianista John Palmer.
Aunque la música clásica y el jazz fueron su primer interés, fue el nacimiento del rock and roll lo que atrajo toda su atención y, para decepción de sus padres, decidió no ingresar en el Royal College of Music. Antes de comenzar a hacer dinero de ese rock and roll, se convirtió en un maestro de escuela de domingos, y también flirteó con el teatro. Comenzó a estudiar actuación en el Little Theatre de su ciudad natal, Leicester, antes de mudarse a Londres en 1960 para entrar en la Central School of Speech and Drama, transferida en 1962 al Drama Centre London. Mientras tanto, durante 1960 se había convertido en un activo miembro del The Bill Ashton Combo. Luego, de 1960 a 1963, se unió a The Don Wilson Quartet, que más tarde cambió el nombre a Red Bludds Bluesicians. Durante esa época Jon se vería sumamente influenciado por todos los organistas de jazz norteamericanos, tales como Jimmy McGriff, John Patton, Jack McDuff y muy especialmente por Jimmy Smith. Estos intérpretes fueron los que impusieron el uso del órgano Hammond en el jazz. Más tarde, con el uso que le darían al Hammond en el rock músicos ingleses tales como Georgie Fame y Graham Bond, se gestaría una camada de músicos cuyo sonido marcaría profundamente al joven Jon.
Empezó como músico profesional en 1963 con The Art Wood Combo, más tarde renombrada a The Artwoods, una banda británica de Rhythm and Blues fundada por el hermano mayor (Arthur Wood) del guitarrista de los Stones, Ronnie Wood, y con quienes permanecería hasta mediados de 1967.
Antes de su disolución estos se cambiarían el nombre a Saint Valentine´s Day Massacre, grabando un sencillo, tras lo cual, Jon se sumó a los también breves Santa Barbara Machine Head. Luego Lord se convirtió en miembro de The Flower Pot Men, donde conoció al futuro bajista de Deep Purple, Nick Simper, con quienes realizó giras pero nunca grabó.
Luego de esto, Jon Lord aceptó una oferta de quien era cantante de la por entonces disuelta banda The Searchers, un tal Chris Curtis, para unirse a los Roundabout, el embrión de Deep Purple.
Hay que destacar un capítulo en la vida de Jon Lord que fue su participación en el primer LP de The Kinks, una agrupación británica de rock and roll que alcanzaría un notable éxito en Inglaterra. Jon fue contratado como sesionista junto a otros músicos, entre ellos quien luego sería guitarrista de Led Zeppelin, Jimmy Page. Mucho se ha hablado de la participación o no y en qué temas por parte de Jon; en más de una ocasión afirmó que participó en cuatro temas del fabuloso álbum debut de The Kinks: "You Really Got Me", "Bald Headed Woman", "Long Tall Sally" y "Lover Not A Fighter", dos de los cuales entraron en el mencionado álbum y los demás fueron publicados en sencillos.
Una vez consolidada la nueva agrupación de Deep Purple en 1968, con Ritchie Blackmore, Ian Paice, Rod Evans, Nick Simper y el propio Jon Lord (a la que más tarde los estudiosos de la música adosarían la denominación "Mark I" por ser la primera formación de Purple) los Purple comenzaron a trabajar en lo que sería su primer álbum. Lord sería el principal referente y quien llevara las riendas en cuanto a la dirección artística y musical del grupo hasta el año 1970, donde pasó a ganar predominio Ritchie Blackmore. Lord otorgó al grupo un auténtico y particular sonido "psicodélico", que si bien en la época era algo muy común en los grupos de rock, dejaba percibir un atisbo, una característica particular, un "algo" en la música de Deep Purple que la hacía diferente a la de los demás y luego sería famosa en todo el mundo. Esa característica sería otorgada desde el Mark I por Jon Lord junto con sus compañeros Ian Paice en batería y Ritchie Blackmore en guitarra debido a que ellos se preocupaban principalmente de la parte musical mientras los bajistas (Nick Simper, Roger Glover o Glenn Hughes) y vocalistas (Rod Evans, Ian Gillan o David Coverdale) de turno en cada una de las diversas formaciones hasta 1976 se preocuparon de escribir las letras de los temas.
Los tres primeros álbumes de Deep Purple contienen mucho del virtuosismo de Lord, caracterizado por largos y frenéticos pasajes de órgano Hammond, con superposiciones rítmicas y melódicas de órgano, con uso y abuso de los altavoces rotatorios Leslie, que otorgan al Hammond su particular sonido. No sería hasta 1969, justo luego del reemplazo de Rod Evans y Nick Simper (cantante y bajista, respectivamente, del grupo) por los nuevos miembros Ian Gillan y Roger Glover, que el mundo no vería a la luz uno de los capítulos más curiosos y singulares de la música del siglo XX: la fusión entre una orquesta filarmónica clásica y un grupo de rock, interpretando una pieza clásica compuesta por tres movimientos cuya autoría musical corresponde íntegramente a Jon Lord: Concerto for group and orchestra.
Un poco para superar el escollo de aún no ser reconocidos ampliamente en Inglaterra y otro poco para satisfacer sus ansias de proyectos faraónicos, Jon Lord propone al mánager del grupo realizar un concierto para Grupo y Orquesta, uniendo sus dos grandes amores, la música clásica y el Rock en una extravagancia musical que sería plasmada en un álbum en vivo, grabado en el Royal Albert Hall de Londres, tras lo cual recibieron una ovación del público durante quince minutos.
Luego del suceso del "Concerto", Lord se convertiría en uno de los gestores del sonido del órgano Hammond en el ámbito de la música hard rock (junto a Uriah Heep), en parte gracias al álbum In Rock de 1970, siendo el pionero en introducir pasajes musicales cercanos al sonido de un órgano de iglesia, poderosos "rugidos", rápidos solos de virtuosismo desbordante, acompañamiento con distorsionados "riffs" y el comienzo de la inmortal relación musical con Ritchie Blackmore, todo dentro del contexto de la música de Deep Purple.
Paralelamente a su trabajo en Deep Purple, de 1968 al 1976, Lord siguió trabajando en sus proyectos solistas. El primero de ellos fue un encargo de la BBC como resultado del éxito que había generado el Concert for Group and Orchestra. Dicho trabajo se llamó Gemini Suite y fue grabado en vivo, en el Royalt Albert Hall de Londres con Deep Purple y la Light Music Society en la orquesta, dirigida por Malcom Arnold, quien también había sido el director de orquesta del Concerto.
Cabe destacar que este material sería posteriormente relanzado en 1971 como obra solista de Lord (no en colaboración con el resto de Deep Purple, sino con sólo dos de sus miembros, Ian Paice y Roger Glover) habiendo cambios en los arreglos musicales, siendo grabado en estudio y participando además otros músicos de sesión.
También durante 1971, Lord, junto a Tony Ashton y otros músicos, realizaría la música para una película titulada The Last Rebel, consistente en dos piezas musicales: "The Last Rebel" y "You, me and a friend of mine".
Otros trabajos posteriores a los nombrados son First of the Big Bands de 1974, en coautoría con su amigo Tony Ashton y Windows (del mismo año que el anterior) junto a Eberhard Schoener.
Tras la separación de Deep Purple en 1976 formó Paice, Ashton & Lord, grupo que formaría junto a su amigo personal Tony Ashton, al batería de Purple, Ian Paice, además de quien fuera luego guitarrista de Whitesnake, Bernie Marsden, y al bajista Paul Martínez. Con ellos graba un solo álbum, Malice in Wonderland, para luego disolverse la agrupación, debido principalmente al abuso de Tony Ashton con el alcohol. Durante 1976 también editó Sarabande, una obra compuesta íntegramente por él.
Alrededor de dos años después, en 1978, pasó a formar parte de Whitesnake, agrupación que había puesto en marcha David Coverdale, excantante de Deep Purple en las Mark III y Mark IV. Permaneció allí hasta 1984, cuando pasó al reformado Deep Purple, previo a lo cual, en 1982, editó un nuevo trabajo solista también íntegramente compuesto por él excepto un tema, "Say it´s all right", en colaboración con Elmer Gantry.
Durante su permanencia en el reunido Purple (1984 a 2002), Jon Lord se daría un par de gustos antes de su retiro de la agrupación gracias a la que fue conocido por el mundo entero. El primero fue la edición de un nuevo proyecto solista titulado Pictured Within, de 1998, que mostró una faceta un tanto nostálgica de Lord en parte debido a la reciente muerte de su padre. El segundo suceso sería la reencarnación del Concert for Group and Orchestra, que Lord había compuesto treinta años antes pero del cual las partituras originales se habían perdido, quedando como único rastro del mismo "Concerto", el álbum que fue grabado en vivo y el filme de dicha presentación. El compositor holandés Marco de Goeij había estado reconstruyendo las partituras del evento con la ayuda de los únicos registros mencionados (el filme y el álbum). Se puso en contacto con Lord, quien había estado tratando de reconstruir la música, pero al ver que Marco tenía terminado casi completamente los tres movimientos en que consistía la obra, Lord quedó pasmado de asombro. De esta manera ambos terminaron de reconstruir las partituras. Jon aprovechó que se cumplía el trigésimo aniversario de su creación y convenció al resto de miembros de Deep Purple que hicieran una gira mundial en 1999, donde interpretaron el Concerto junto con clásicos de la banda.
Su último álbum grabado con Deep Purple fue Abandon, tras lo cual en el 2003 cansado de las continuas giras, se retiró de la banda amistosamente para continuar con su carrera solista.

### Vida personal
Lord tenía un hermano menor, Steven. El primer matrimonio de Lord, de 1969 a 1975, fue con Judith Feldman, con quien tuvo una hija, Sara. La segunda esposa de Lord, Vickie Gibbs, fue novia de su compañero de Purple Glenn Hughes y hermana gemela de la esposa de Ian Paice, Jacky Paice (fundadora de la organización benéfica Sunflower Jam). El padre de las hermanas era Frank Gibbs, propietario del Oakley House Country Club de Brewood, al sur de Staffordshire. Jon y Vickie también tuvieron una hija, Amy.

### Muerte
En agosto de 2011, hizo público que estaba luchando contra un cáncer y en su sitio web afirmó: "Me gustaría que todos mis amigos, seguidores, fans y compañeros de viaje supieran que estoy luchando contra un cáncer y que, en consecuencia, me tomaré un descanso de las actuaciones mientras dure el tratamiento y la cura. Seguiré escribiendo música, en mi mundo simplemente ha de ser parte de la terapia, y espero de todo corazón estar de vuelta en buena forma el próximo año".
Falleció el 16 de julio de 2012 por una embolia pulmonar, complicación de su enfermedad de base, en un hospital en Londres.

## Discografía como solista
- 1972 Gemini Suite
- 1974 Windows
- 1976 Sarabande
- 1982 Before I Forget
- 1998 Pictured Within
- 2004 Beyond The Notes
- 2007 Durham Concerto
- 2008 Boom Of The Tingling Strings
- 2009 Bucharest  (Live)
- 2010 To Notice Such Things
- 2011 Jon Lord Blues Project (Live)